# Commission pour la publication des documents diplomatiques français
La Commission pour la publication des documents diplomatiques français publie une sélection de documents historiques annotés extraits des fonds d'archives du ministère des Affaires étrangères.

## Présentation
La collection des documents diplomatiques français retrace, à travers la publication de documents d’archives émanés des fonds du ministère des Affaires étrangères, l’évolution de la diplomatie française. Confié dès l’origine à une commission d’historiens et de diplomates, ce travail de sélection et de publication s’est attaché dans un premier temps à évoquer les origines de la guerre franco-allemande de 1870 puis des deux conflits mondiaux. À partir de 1983, les travaux de la commission se sont recentrés sur la période postérieure au 21 juillet 1954, date des accords de Genève, avant de s’étendre, depuis 1992, à l’ensemble des périodes chronologiques non encore traitées pour le XXe siècle (1914-1932 et 1939-1954).
Il existe cinq sous-commissions :
- 1914-1919 (provisoirement en sommeil)
- 1920-1932, sous la direction du professeur Christian Baechler
- 1939-1944, sous la direction du professeur André Kaspi
- 1944-1954, sous la direction du professeur Georges-Henri Soutou
- Documents postérieurs à 1954, sous la direction du professeur Maurice Vaïsse

Ces sous-commissions travaillent dans les locaux des Archives diplomatiques à La Courneuve.

## Histoire
La Commission pour la publication des documents diplomatiques français a été créée en 1983 et a fusionné en 2004 avec la Commission des archives diplomatiques, laquelle a été supprimée en 2013.

## Les séries de documents diplomatiques français
La collection « Documents diplomatiques français » se compose de sept séries depuis 1914 :
- deux séries « historiques », publiées sous la direction de Jean-Baptiste Duroselle :
  - série 1932-1935[3]
  - série 1936-1939[3]

Ces séries, intégralement publiées, sont épuisées (à l'exception de trois volumes récemment réédités). Ces ouvrages sont disponibles dans toutes les bibliothèques de recherche (BNF, Sainte Geneviève, BU) et bien sûr à la bibliothèque du ministère des Affaires étrangères, ouverte au public depuis 2009, à La Courneuve.
- cinq séries plus récentes :
  - série 1914-1919
  - série 1920-1932
  - série 1939-1944
  - série 1944-1954
  - série depuis 1954

Ces séries sont en cours de publication (voir la page institutionnelle pour le détail des ouvrages déjà disponibles).
Il existe également des publications de documents antérieurs à 1914 ou hors série.
- Des Livres jaunes[5]
- Recueil de documents relatifs aux origines de la guerre de 1870[6], Paris, Imprimerie nationale, 1910-1932, 29 volumes.
- Documents diplomatiques français relatifs aux origines de la guerre de 1914[7], Paris, Imprimerie nationale, 1929-1959. Première série : 1871-1900, 16 volumes. Deuxième série : 1901-1911, 14 volumes. Troisième série : 1911-1914, 11 volumes.